# Оу
О́у (яп. 奥羽山脈 О:у-саммяку), Рикуоку — главный водораздельный горный хребет в северной части острова Хонсю в Японии.
Протяжённость хребта составляет около 400 км. Высшая точка — вулкан Ивате (2041 м). Горы Оу сложены преимущественно гранитами, гнейсами и осадочными породами. В состав хребта входят 7 групп вулканических конусов, в том числе активный вулкан Бандай.
Оу — важный климатический рубеж: его восточные склоны подвержены летним, западные — зимним муссонам с обильными осадками. Преобладают широколиственные леса, выше 500—700 м — горная тайга.